# Mérinchal
Mérinchal ist eine Gemeinde im Zentralmassiv in Frankreich. Sie gehört zur Region Nouvelle-Aquitaine, zum Département Creuse, zum Arrondissement Aubusson und zum Kanton Auzances. Die Bewohner nennen sich Mérinchalois oder Mérinchaux.

## Geografie
Die Gemeinde im Regionalen Naturpark Millevaches en Limousin grenzt im Norden an Chard, im Nordosten an Dontreix, im Osten an Montel-de-Gelat und Condat-en-Combraille, im Südosten an Saint-Avit, im Süden an La Celle, im Westen an La Mazière-aux-Bons-Hommes und im Nordwesten an Lioux-les-Monges. In Mérinchal, auf ungefähr 715 m. ü. M. entspringt der Cher und fließt anschließend in Richtung Norden.

## Geschichte
Frühere Ortsnamen waren „Mairenchalm“ (1150) und „Mayrenchalm“ (1231).

### Bevölkerungsentwicklung
| Jahr      | 1962 | 1968 | 1975 | 1982 | 1990 | 1999 | 2008 | 2012 | 2018 |
| --------- | ---- | ---- | ---- | ---- | ---- | ---- | ---- | ---- | ---- |
| Einwohner | 1199 | 1187 | 1159 | 1032 | 907  | 821  | 745  | 737  | 703  |

## Sehenswürdigkeiten
- Flurkreuz aus dem Jahr 1865

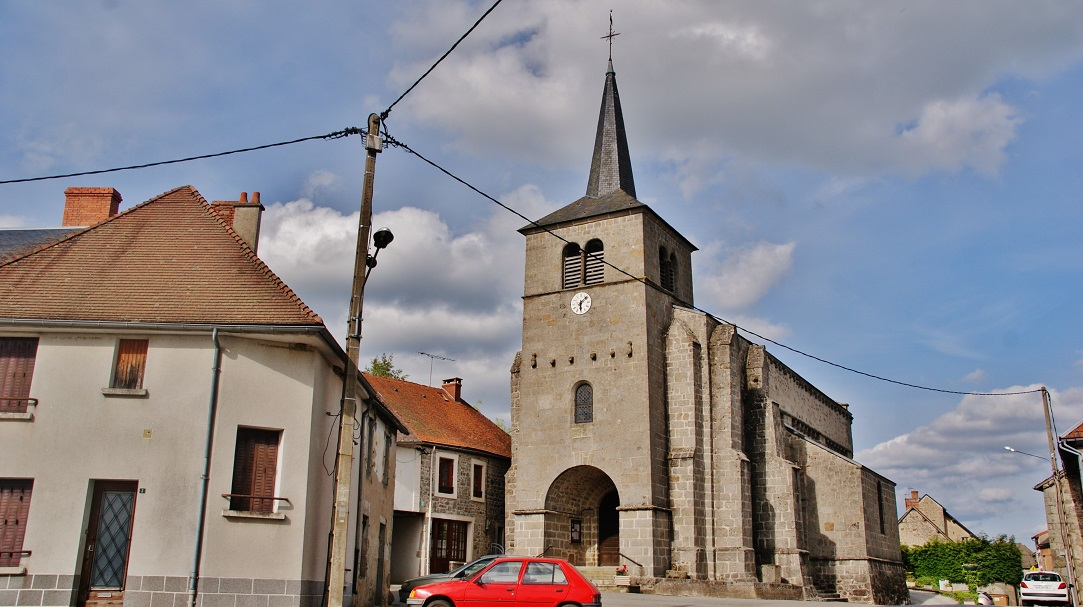
Kirche Saint-Pierre
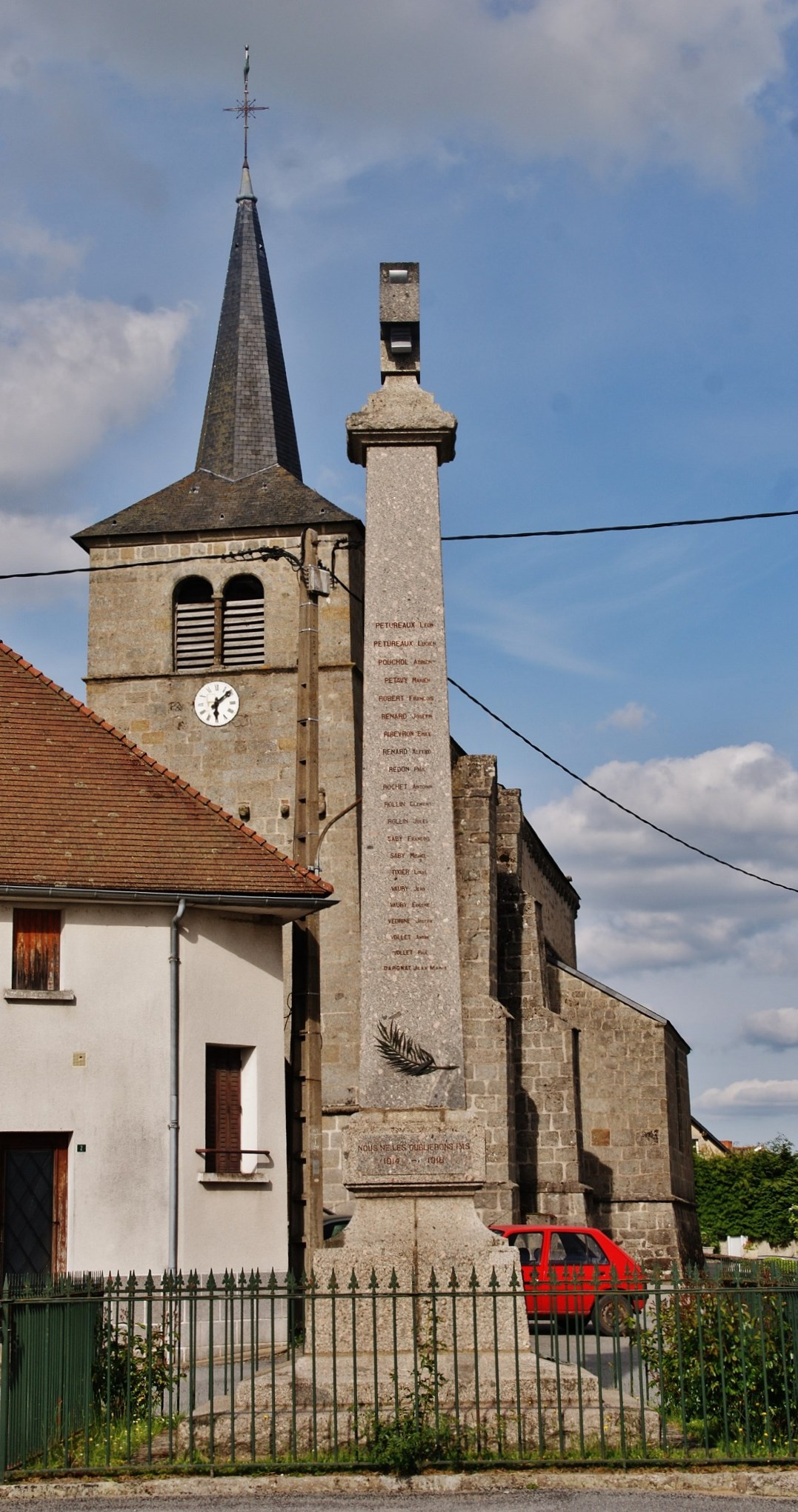
Mahnmal
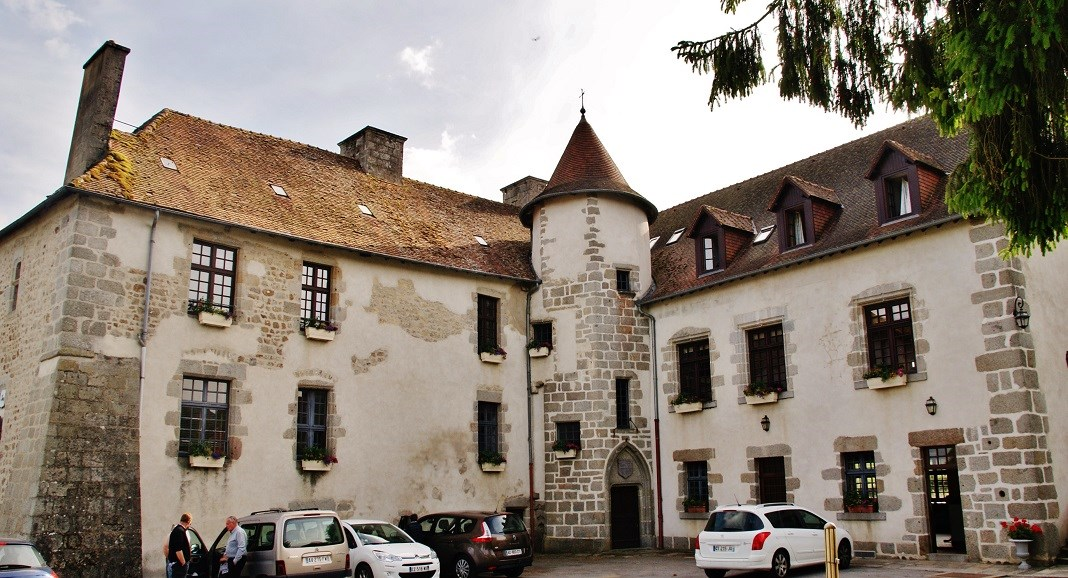
Château de la Motte
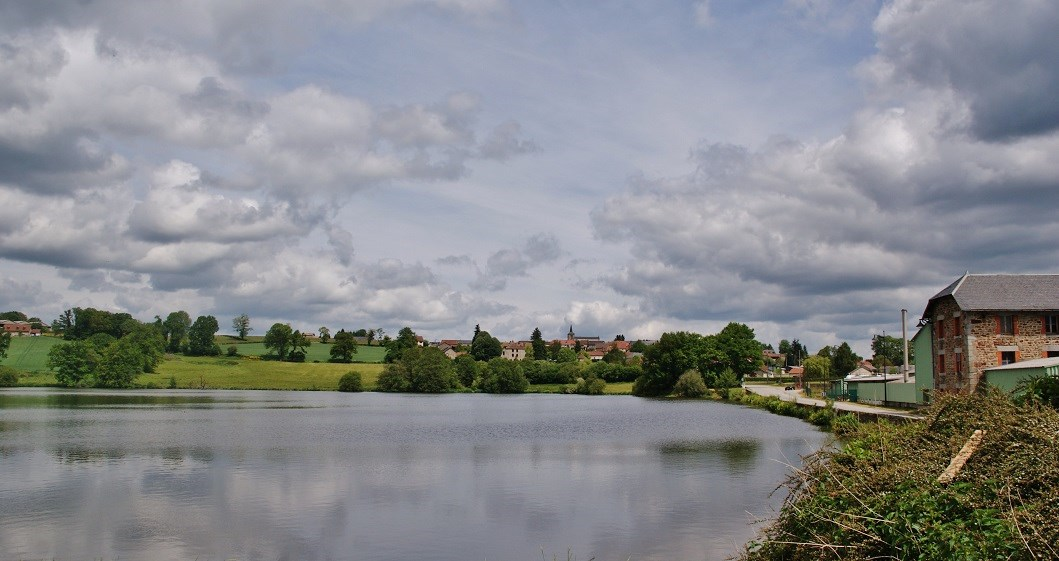
Einer der kleinen Seen in Mérinchal

- Kirche Saint-Pierre
- Mahnmal
- Château de la Motte
- Einer der kleinen Seen in Mérinchal